# Pintor de Diosfo
El Pintor de Diosfo fue un pintor de vasos ático que trabajó en Atenas en el estilo de figuras negras desde aproximadamente el 500 al 470/460 a. C.
Fue sucesor del Pintor de Edimburgo y compañero de taller del Pintor de Safo. Aunque ya era dominante en su época, no trabajaba en la técnica de figuras rojas, sino en la de figuras negras y sobre todo en la técnica de fondo blanco. Ocasionalmente usaba la nueva técnica de Six. Decoró principalmente pequeños lécitos, de una cierta audacia de estilo. Entre sus mejores trabajos están también los alabastrones y las ánforas de cuello. Comparado con otros artistas de su tiempo y estilo, como el pintor de Safo, es un artista de menor calidad. También su repertorio artístico es de naturaleza más bien modesta. Sus animadas figuras suelen tener cabezas bastante grandes, con siluetas delgadas delgadas pero expresivas. Sin embargo, muestra imágenes poderosas en algunos lécitos.

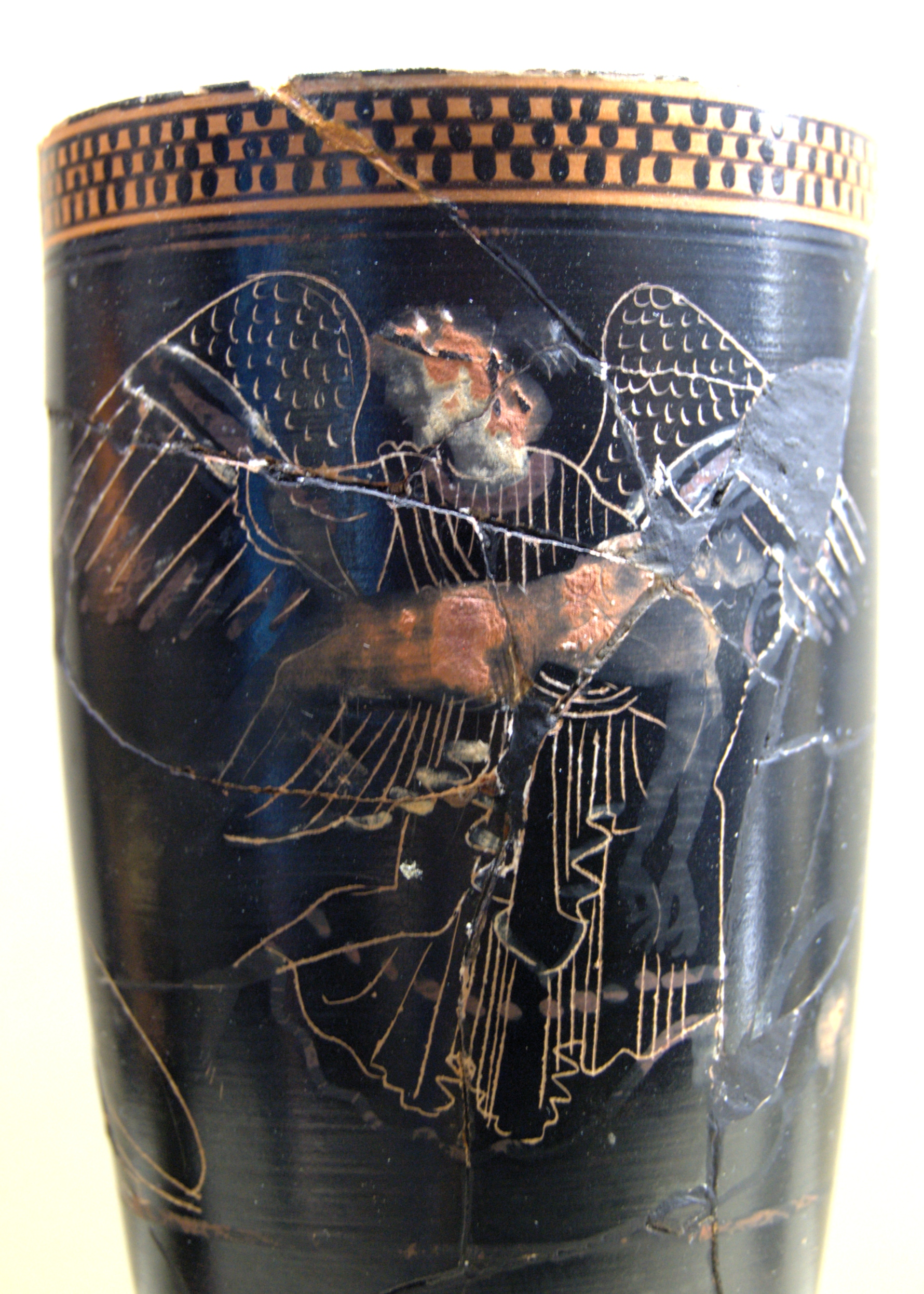
Lécito con la técnica del semicontorno, c. 500/490 a. C. París, Louvre L 42: Eos y Memnón.

Sus últimos lécitos son más estrechos, en los que introduce figuras entre anchas palmetas, algunas de sus figuras tienen parcialmente dibujado el contorno, el cuerpo lo pintaba como una silueta, pero el pelo, la ropa y los objetos fueron dibujados con contorno (la llamada técnica de semicontorno). En esta técnica de semicontorno fue influenciada por los pintores contemporáneos de figuras rojas, especialmente el Pintor de Atenea. Es posible que inventara la decoración con dos rayas empotradas en la parte inferior del cuerpo de los lécitos, que se encuentraν a menudo en el Pintor de Hemón.

## Nombre
No sabemos su nombre. El apelativo «Diosfo» procede del epígrafe ΔΙΟΣΦΟΣ (Διὸς φῶς ‘luz de Zeus’) que acompaña a la figura de Dioniso niño recién nacido del muslo de Zeus con dos antorchas en las manos en el vaso epónimo de este pintor: «El nacimiento de Dioniso», ánfora de cuello de estilo ático de figuras negras (París, Cabinet des Médailles 219).